# Marienhafe
Marienhafe là một đô thị ở huyện huyện Aurich, trong bang Niedersachsen, nước Đức. Đô thị Marienhafe có diện tích 4,06 km².